# Juan Carlos Paredes
Juan Carlos Paredes Reasco (* 8. července 1987) je ekvádorský profesionální fotbalista, který hraje na pozici obránce za klub Cumbayá FC.

## Klubová kariéra
Paredes začal hrát za Huracán SC. O rok později si ho vyhlédl klub Barcelona SC z Guayaquilu, se kterým podepsal smlouvu.
Poté přestoupil do Deportiva Cuenca a byl zapůjčen do Rocafuerte z třetí ekvádorské ligy. V sezóně 2008/09 pomohl týmu k postupu do druhé ligy.

### Deportivo Cuenca
Paredes se vrátil do Deportiva Cuenca, která hrála i v Poháru osvoboditelů. Byl spojován s přestupem do Serie A. V roce 2010 přestoupil do Deportiva Quito.

### Deportivo Quito
Paredes byl odkoupen Deportivem Quito, kde odehrál několik zápasů Copa Libertadores a nakonec se v roce 2011 stal mistrem ekvádorské Serie A, když ve finále doma i venku Deportivo porazilo Emelec.

### Barcelona
Paredes, který zaujal svou rychlostí a schopnostmi, podepsal smlouvu s týmem Barcelona pro sezónu 2013. Ve svém posledním klubu hrál obvykle na pozici křídla, v Barceloně byl využíván především jako pravý krajní obránce, což mu přineslo zkušenosti, aby se mohl stát základním obráncem ekvádorské reprezentace.

### Granada a Watford
Dne 16. července 2014 bylo potvrzeno, že Paredes přestoupil do Watfordu z Granady, která hraje La Ligu, přičemž oba týmy vlastní stejná rodina. Paredes se do Granady přestěhoval teprve v létě, což naznačuje, že to byl krok, který byl navržen tak, aby prospěl anglickému klubu. Pod podmínkou získání pracovního povolení a získání mezinárodní prověrky podepsal pětiletou smlouvu s Watfordem.

### Olympiakos
Paredes byl 31. ledna 2017 zapůjčen do vítěze řecké Superligy Olympiakosu.

## Reprezentační kariéra
Paredes debutoval v reprezentaci 10. září 2010 při výhře 2:1 nad Mexikem, což bylo považováno za opožděnou zásluhu fanoušků jeho bývalého klubu Deportivo Cuenca.
Byl nominován do týmu Ekvádoru pro Mistrovství světa ve fotbale 2014 v Brazílii a odehrál všechny zápasy na turnaji, který skončil vyřazením Ekvádoru ve skupině E.